# 고색중학교
고색중학교(古索中學校)는 대한민국 경기도 수원시 권선구 고색동에 있는 공립 중학교이다.

## 학교 연혁
- 1999년 1월 26일 : 고색중학교 설립인가(6학급)
- 1999년 2월 27일 : 초대 차영부 교장 취임
- 1999년 3월 3일 : 제1회 입학식(6학급 281명)
- 2002년 2월 15일 : 제1회 졸업식(6학급 285명)
- 2023년 3월 1일 : 이재준 교장 취임
- 2024년 1월 5일 : 제23회 졸업식(3학급 94명, 누계 5,315명)
- 2024년 3월 4일 : 제26회 입학식(4학급 95명)

## 참고 자료
- 고색중학교 - 한국교육학술정보원 학교알리미